# モービー
モービー（Moby、1965年9月11日 - ）は、アメリカコネチカット州出身のミュージシャン。作詞、作曲、演奏、編集など全て自身が行う。
これまでリリースしたアルバムのトータルセールスは2000万枚を記録している。
「Voodoo Child」名義での活動や、ブリトニー・スピアーズへの楽曲提供なども行っている。また、ニューヨーク自宅近のカフェ「Teany」、グッズショップ「The Little Idiot」を運営している。厳密な菜食主義者でもある。レイブ音楽に関わっている人物としては珍しく、一切ドラッグを摂取しないといわれている。好きな映画監督は北野武。写真家や執筆家としての一面もあり、チャリティー活動にも力を入れている。
「Moby」という名前は、子供の頃に両親が彼につけたあだ名。彼の曽々おじであるアメリカ作家ハーマン・メルヴィルの代表作品『白鯨』 ("Moby-Dick") にちなむといわれていた。実際は、ハーマン・メルヴィルの子孫ではなく、米国で最初にガスライトシステムを開発したデイビッド・メルヴィルの遠縁である。

## 概要
1982年にハードコア・パンクバンド『Vatican Commandos』のメンバーとして音楽活動を開始し、ギターを担当する。その後、ポストパンクバンドの『AWOL』やノイズバンド『Shopwell』などで活動。
テクノを中心に、ハウス、ハードコア、ビッグビート系など、ジャンルに捉われない多彩な作品を発表している。1980年代末にイギリスで起きたセカンド・サマー・オブ・ラブの影響を受けて1990年代初頭からDJ活動を始め、Angelo Badalamentiの『ツイン・ピークス』のテーマ曲をサンプリングした『GO』がレイブ・アンセムとして大ヒットとなり、一躍世界的なダンス・アクトの仲間入りをする。その後、レイブを離れ音楽スタイルを徐々に変えつつ、古いブルースなどをサンプリングしてダンス・トラックに載せた、1999年のアルバム『Play』によってそれまでのクラブ音楽のリスナーを越えて一般チャートで大ヒット、『Porcelain』（ポルセリン）は、レオナルド・ディカプリオ主演の映画『ザ・ビーチ』のメインテーマとなり、アルバム収録曲がすべてTVCMに使われるなどして、全世界で1000万枚を超えるモンスター・ヒットとなった。現在の音楽性は、かつてのレイブとは異なり、BGMやチルアウト音楽として、誰にでも聴ける幅広いポップな作風である。

## エピソード

### 信仰について
モービーは自身を定義する言葉として「クリスチャン」を使うことに、その言葉の曖昧さゆえ、しばしば否定的である。しかし、自分はクリスチャンであると2003年のBBCのインタビューで答えている。そのBBCのインタビューでは福音書との出会いについて語っている。「1985年ごろ、僕はキリストの教えについて読み、キリストが神聖であるというアイデアにすぐに引っかかった。僕がキリストと彼の教えを愛してると言う時、それはとてもシンプルに、純粋に、主観的な事を意味する。僕は決して、僕が正しいって言ってるわけじゃない。けれど僕は確かに、他の誰の信条も批判したくないんだ。」
また、彼は2003年のAmazon.comのインタビューでこう言っている。「僕はそれがどんな事でも本当に知るという事はできない。それでもやっぱり、とても主観的なレベルで僕はキリストを愛してる。僕はキリストを神であると理解してる。しかし僕は、自分は小さくて、僕たちが生きる宇宙ほど年を取ってないとも断定してる。僕は自身の信条を真面目なものとして考えてる。しかし他の人に僕は正しかったと伝える事にはしっくりこない。」
2006年9月20日、Sojourners誌のオーディオインタビューではこう語っている。「僕は新約聖書、特に福音書を読んだ。そして彼らの神聖さに戸惑い、人間はそれを自身らで理解できなかったと感じた。僕たちはただ賢さに欠けるんだ。」
また、彼は自身のブログでも信仰について触れている。2007年1月19日、Alexandra Pelosi監督のFriends of God（アメリカの福音主義についての映画）について、「この映画は、福音主義信者の権利についての問題とキリストの教義がいかにかけ離れているか僕に思い出させた」と綴った。

## ディスコグラフィ

### オリジナル・アルバム
- 1992年 MOBY

CDのバックカバーには収録曲名とレーベル情報以外にはMOBYと表記されただけで、フロントカバーにも画像以外の文字情報としてはMOBYと表記されているのみ。主に北米で流通。
- 1992年 The Story So Far

アルバム「MOBY」1曲目のDROP A BEATを削除して曲順を繰り上げ、12曲目にThousandを追加したもの、主に欧州で流通。
- 1993年 Ambient
- 1995年 Everything is Wrong
- 1996年 Animal Rights
- 1999年 Play

「ローリングストーン誌が選ぶオールタイム・グレイテスト・アルバム500」において第341位。
- 2002年 18
- 2005年 Hotel
- 2008年 Last Night
- 2009年 Wait For Me
- 2011年 Destroyed
- 2013年 Innocents
- 2016年 Long Ambients 1:Calm.Sleep
- 2016年 These Systems Are Failing (with The Void Pacific Choir)
- 2017年 More Fast Songs About the Apocalypse (with The Void Pacific Choir)
- 2018年 Eveything Was Beautiful, And Nothing Hurt
- 2019年 Long Ambients Two
- 2020年 All Visible Objects
- 2020年 Live Ambient Improvised Recordings Vol.1
- 2021年 Reprise
- 2023年 Ambient 23
- 2023年 Resound NYC
- 2024年 Always Centered at Night

### コンピレーション・アルバム
- 1991年 Instinct Dance
- 1993年 The Story So Far
- 1993年 Early Underground
- 1996年 Everything Is Wrong DJ Mix Album
- 1996年 Rare:The Collected B-Sides 1989-1993
- 1997年 I Like To Score
- 2000年 Play:The B Sides
- 2000年 MobySongs 1993-1998
- 2003年 18 B-Sides+DVD
- 2006年 Go - The Very Best Of Moby
- 2007年 Go - The Very Best Of Moby:Remixed
- 2008年 Last Night Remixed
- 2010年 Wait For Me Remixed!
- 2012年 Destroyed Remixed
- 2016年 Music from Porcelain

### シングル
- 1990年 "Mobility"
- 1991年 "Go"
- 1992年 "Next Is The E"
- 1992年 "Drop A Beat"
- 1993年 "I Feel It / Thousand"
- 1993年 "Move (You Make Me Feel So Good)"
- 1993年 "All That I Need Is To Be Loved"
- 1994年 "Hymn"
- 1994年 "Hymn.Alt.Quiet.Version"
- 1994年 "Feeling So Real"
- 1995年 "Everytime You Touch Me"
- 1995年 "Into the Blue"
- 1995年 "What Love"
- 1996年 "Bring Back My Happiness"
- 1996年 "That's When I Reach For My Revolver"
- 1996年 "Come On Baby"
- 1997年 "James Bond Theme (Moby's Re-Version)"（映画『007 トゥモロー・ネバー・ダイ』のテーマソング）
- 1998年 "Honey"
- 1999年 "Run On"
- 1999年 "Bodyrock"
- 1999年 "Why Does My Heart Feel So Bad"
- 2000年 "Natural Blues"
- 2000年 "Porcelain"（日産プリメーラ CMソング）
- 2000年 "Find My Baby"
- 2000年 "South Side" (featuring Gwen Stefani)
- 2000年 "Why Does My Heart Feel So Bad (re-issue) / Honey (remix)"
- 2002年 "We Are All Made of Stars"
- 2002年 "We Are All Made of Stars (Remixes)"
- 2002年 "Extreme Ways"（映画『ボーン』シリーズのテーマソング）
- 2002年 "In This World"
- 2003年 "In My Heart"
- 2003年 "Sunday (The Day Before My Birthday)"
- 2003年 "Jam For The Ladies"
- 2004年 "Make Love Fuck War"
- 2005年 "Lift Me Up"（イギリスITV F1中継オープニングのテーマソング・ゲーム「アスファルトアーバンGT2」テーマソング）
- 2005年 "Beautiful"
- 2005年 "Spiders"
- 2005年 "Raining Again"
- 2005年 "Dream About Me"
- 2005年 "Slipping Away"
- 2006年 "Escapar (Slipping Away)"
- 2006年 "Slipping Away (Crier La Vie)"
- 2006年 "New York, New York"
- 2007年 "Extreme Ways (Bourne's Ultimatum)"（映画『ボーン・アルティメイタム』のテーマソング）
- 2008年 "Alice"
- 2008年 "Disco Lies"
- 2008年 "I Love To Move In Here"
- 2008年 "Ooh Yeah"
- 2009年 "Shot in the Back of the Head"
- 2009年 "Pale Horses"
- 2009年 "Study War"
- 2009年 "Mistake"
- 2009年 "One Time We Lived"
- 2010年 "Wait For Me"
- 2010年 "Gone to Sleep"
- 2011年 "Be The One"（映画『スリーデイズ』の挿入歌）
- 2011年 "The Day"
- 2011年 "Lie Down In Darkness"
- 2011年 "After Remixes"
- 2011年 "After The After"
- 2011年 "The Right Thing Remixes"
- 2012年 "The Poison Tree"
- 2012年 "Extreme Ways (Bourne's Legacy)"（映画『ボーン・レガシー』のテーマソング）
- 2013年 "Para"
- 2013年 "The Lonely Night"
- 2013年 "A Case for Shame"
- 2013年 "The Perfect Life"
- 2013年 "The Last Day"
- 2014年 "Almost Home"
- 2014年 "Delay"
- 2014年 "Rio"
- 2014年 "The Only Thing"
- 2014年 "Death Star"
- 2014年 "Ow"
- 2015年 "Dark Dark Night"
- 2015年 "The Light Is Clear in My Eyes"
- 2015年 "Almost Loved"
- 2015年 "Extreme Ways (Jason Bourne)"
- 2016年 "Are You Lost In The World Like Me?"
- 2017年 "Erupt & Matter"
- 2017年 "Like A Motherless Child"
- 2018年 "Mere Anarchy"
- 2018年 "This Wild Darkness"
- 2020年 "Power Is Taken"
- 2020年 "Too Much Change"

### DVD
- 2001年 Play The DVD
- 2003年 18 DVD+B Sides
- 2006年 Hotel Live DVD
- 2006年 Go - The Very Best Of Moby
- 2014年 Almost Home (Live From the Fonda, LA)

### Voodoo Child
- 1990年 "Voodoo Child"
- 1994年 "Demons/Horses"
- 1995年 "Higher/Desperate"
- 1996年 "Dog Heaven"
- 1996年 "The End Of Everything"
- 2003年 "Light Is In Your Eyes/Electronics"
- 2003年 "Take It Home"
- 2004年 "Baby Monkey"

### Lopez
- 1995年 "Why Can't It Stop?"
- 1996年 "Emptiness"

### DJ Cake
- 1996年 "Sugar Baby"

### U.H.F
- 1991年 "UHF"

### Mindstorm
- 1991年 "Rock The House/Help Me To Believe"

### Barracuda
- 1991年 "Drug Fits The Face"

### The Brotherhood
- 1990年 "Time's Up"